# جوليا ستوليارينكو
جوليا ستوليارينكو (مواليد 8 أبريل 1993) هي مُقاتلة فنون قتالية مختلطة ومُصارعة تماسك بالأيدي ليتوانية.

## وصلات خارجية
لا توجد روابط لمواقع التواصل الاجتماعي.

- جوليا ستوليارينكو على موقع يو إف سي (الإنجليزية)
- جوليا ستوليارينكو على موقع شيردوغ (الإنجليزية)
- جوليا ستوليارينكو على موقع Tapology.com (الإنجليزية)